# (108072) Odifreddi
(108072) Odifreddi est un astéroïde de la ceinture principale.

## Description
(108072) Odifreddi est un astéroïde de la ceinture principale. Il fut découvert le 22 mars 2001 à Cima Ekar par le programme Asiago-DLR Asteroid Survey. Il présente une orbite caractérisée par un demi-grand axe de 2,77 UA, une excentricité de 0,03 et une inclinaison de 4,9° par rapport à l'écliptique.

## Compléments